# Colomars
Colomars (okzitanisch Couloumas, italienisch Colomarte) ist eine französische Gemeinde im Département Alpes-Maritimes in der Region Provence-Alpes-Côte d’Azur. Sie gehört zum Arrondissement Nizza, zum Kanton Tourrette-Levens und zur Métropole Nice Côte d’Azur.

## Geographie
Die Gemeinde liegt in den französischen Seealpen. Im Westen wird Colomars vom Fluss Var begrenzt. Parallel zu diesem verlaufen die Fernstraße RN 202 und die meterspurige Bahnstrecke Nizza–Digne-les-Bains der Chemins de fer de Provence mit den Haltestellen „La Manda“ und „La Bédoule“. Die angrenzenden Gemeinden sind:
- Castagniers im Norden,
- Aspremont im Osten,
- Nizza im Süden,
- Gattières und Carros im Westen.

## Bevölkerungsentwicklung
| 1962 | 1968 | 1975 | 1982 | 1990 | 1999 | 2006 | 2012 | 2018 |
| ---- | ---- | ---- | ---- | ---- | ---- | ---- | ---- | ---- |
| 679  | 979  | 1241 | 1714 | 2307 | 2876 | 3161 | 3318 | 3453 |

## Sehenswürdigkeiten
- Kirche Notre-Dame-de-la-Nativité aus dem 19. Jahrhundert
- Kapelle Saint-Roch aus dem Jahr 1857